# ماساهيرو بابا
ماساهيرو بابا (باليابانية: 馬場 将大) (مواليد 6 مايو 1990)، هو لاعب كرة قدم سابق كان يلعب كمدافع.

## وصلات خارجية
- ماساهيرو بابا على موقع رابطة كرة القدم اليابانية للمحترفين (اليابانية)
- ماساهيرو بابا على موقع قاعدة بيانات كرة القدم.إي يو (الإنجليزية)
- ماساهيرو بابا على موقع Soccerway.com (الإنجليزية)